# サウ川
サウ川（サウがわ、英語: River Sow [saʊ]）は、イングランドのスタッフォードシャーを流れるトレント川の支流で、スタッフォードを貫流している川。

## 流路
この川は、ブロートンに近いロガーヘッズの南側に源を発し、南東に流れて Fairoak、Bishop’s Offley、Walk Millの村々を通り、コップ・ミアに注ぐ。ミアの東側で、サウ川には the Brockton Brook が合流し、エクルシャルの町と城のそばを流れる。サウ川はさらに南東に流れ、チェブシーで the Meece Brook と合流し、Worston の水車を経て、Little と グレート・ブリッジフォードに至る。次いで、この川は自然の遊水地であるドクシー・マーシェズを通り、スタッフォードに達し、ヴィクトリア公園 (Victoria park) を貫流する。バスウィックの町を過ぎると、サウ川は最大の支流であるペンク川と合流し、ミルフォードとティクソールを結ぶ橋の下を流れ、さらにシュグバラ・ホールの敷地を通って、エセックス橋近傍でトレント川に合流する。

## 航路
1816年から1920年代にかけては、スタッフォードとバスウィックの区間が航行可能になっており、サウ川航路として知られていた。その後、航路を復活させる計画が何度か取りざたされているが、その中心になっているのは、Stafford Riverway Link
というコミュニティ利益会社である。

## 環境
2009年におこなわれた検査によると、この川のpHは7.6であり、水源における溶存酸素量は68%であった。この川で見つかる魚類には、チャブ、ローチ、パイク、ブリームなどがいる。